# Dicranomyia monostromia
Dicranomyia monostromia là một loài ruồi trong họ Limoniidae. Chúng phân bố ở miền Cổ bắc.